# Carpenter Brut
Carpenter Brut, de son vrai nom Franck Hueso, est un artiste de musique électronique français originaire de Poitiers, autoproduit sous le label No Quarter Prod. Son œuvre emprunte principalement aux styles metal et synthwave. L'artiste est considéré comme fer de lance et figure majeure du sous-genre musical Darksynth, genre s'inspirant de sonorité sombres, du metal et de musiques de films d'horreur. S'exposant peu aux médias, il jouit néanmoins d'une certaine réputation dans le milieu électro et metal en France, aussi bien qu'à l'international où l'artiste rencontre du succès et possède une notoriété plus forte qu'en France.
Le projet Carpenter Brut débute fin 2011, avec la sortie entre 2012 et 2015 de 3 EP formant une 1re trilogie rassemblée dans un album intitulé Trilogy en 2016. En 2015 et 2016, l'artiste participera à la création de la bande-son des jeux vidéos Hotline Miami 2: Wrong Number et Furi. Ces dernières feront office de large rampe médiatique faisant connaitre l'artiste dans le monde. L'artiste se produira d'ailleurs en concert en France, en Europe et en Amérique du Nord ainsi que dans le cadre de festival de musique. Ces concerts donneront lieux à l'album live CARPENTERBRUTLIVE en 2017. En 2018, l'artiste commence une seconde trilogie avec la sortie de Leather Teeth suivi de Leather Terror en 2022. La sortie de chaque album sera accompagnée à chaque fois de plusieurs dizaines de concerts en France, à l'international et dans de nombreux grand festivals de musique dans le monde. Fortement inspirée par le cinéma et la musique des années 1980, l'artiste sera d'ailleurs amené à produire Blood Machines OST en 2020, la bande originale du film français de science-fiction Blood Machines.

## Biographie
Franck Hueso, est né en 1977 a Poitiers,. Il se déclare petit-fils d’un immigré espagnol dont le grand-père anarchiste a lutté contre le franquisme. issu de parents directeurs de théâtre, il affirme également être né dans une famille « humaniste et progressiste ».
Pendant vingt ans, il travaille comme ingénieur du son pour différents groupes de metal français tels que Deathspell Omega, Hacride et Klone,. Il confie avoir également « sonorisé » pour des groupes comme Mistaken Element ou Trepalium, en remplacement de leurs ingénieur du son respectifs. Il déclare ne pas avoir de formation d'ingénieur de son mais avoir appris sur le « terrain », car étant à une époque « objecteur de conscience » pour avoir refusé de faire son service militaire, « j’ai ainsi fait 20 mois dans un établissement public. Je me suis retrouvé dans un studio audiovisuel où j'ai appris le son. J’avais déjà commencé à enregistrer des démos sur un quatre pistes à cassette quand j'étais batteur dans mon groupe de l’époque».
À l'hiver 2011-2012, il se lance en autodidacte dans son projet musical Carpenter Brut. Il déclare que le projet « a commencé quand j’en ai eu marre du metal en fait. L’électro était cool et pratique dans le sens où je n’avais besoin que d’un ordinateur, de synthés (même virtuels)… J’ai écouté des groupes pour me familiariser aux codes, trouver un son, j’ai regardé des tutoriels sur YouTube et puis j’étais déjà fan de Justice donc l’idée c’était de les copier au maximum». Dans une autre interview il affirme également que leur « titre Stress, si fort et dérangeant, tellement nouveau à sa sortie en 2007 [...] m’a donné envie de pousser encore plus loin la rencontre du rock extrême et de la techno. L’idée, c’était de sonner moins pop-rock et davantage heavy metal… » Il se forme au synthétiseur en autonomie, avec comme base une année d’apprentissage du piano au Conservatoire dans sa jeunesse.
L’idée de faire de la musique électronique est née de la volonté d’écrire de la musique seul, plutôt que d’être dans un groupe. Plus tard l'artiste confiera qu'au tout début de Carpenter Brut, celui-ci était un projet en duo avec Reznyck (musicien de la scène darkysnth, membre du groupe français d'ethereal pop OddZoo - anciennement connu sous le nom Trumps - et manager du français Perturbator). En effet, Franck Hueso explique avoir trouvé le projet Carpenter Brut avec lui sans toutefois vraiment avoir eu la possibilité de travailler ensemble. L'artiste évoquera une incompatibilité provenant du fait que Reznyck était pris par son travail et que chacun composait dans son coin. Ainsi rapidement le duo a préféré se séparer pour laisser Franck Hueso continuer seul, faisant de Carpenter Brut un projet solo,,.
Concernant son nom plusieurs médias semblent y voir une référence au réalisateur John Carpenter, mais l'artiste précise que le nom « Carpenter Brut » était à l'origine une blague et que celui-ci est surtout en référence au champagne Charpentier,. L'artiste ne veut pas être appelé par son vrai nom ni montrer son visage. Même si son nom de famille à l'état civil n'est pas un mystère, l'intéressé souhaite simplement mettre en avant sa musique. À l'image de Daft Punk, Carpenter Brut cultive le secret sur son identité. Lors du générique de fin de ses concerts, il se fait appeler Frank B. Carpenter.

### Début de carrière et gain de notoriété (2012-2017)

#### EPs etTrilogy (2012-2015)
La carrière musicale de Carpenter Brut débute en 2012 avec la sortie de son 1er EP intitulé EP I le 23 décembre 2012, suivi de EP II paru le 20 septembre 2013 puis EP III le 19 janvier 2015, chaque EP réunissant 6 morceaux, ces 3 EP formant ainsi une trilogie. Les trois thèmes abordés dans ces 3 EP sont l’horreur, les films d’action et l’apocalypse, il stipule que « ce sont vraiment trois thèmes qui me tiennent à cœur, parce qu’ils font partie des films de genre que je préfère regarder ». Ainsi l'EP I évoque et fait référence aux films d’horreur, l'EP II aux films policiers et l'EP III aux films post-apocalyptiques.
Dans la même période il monte son propre label "No Quarter Prod" avec l’intention de rester indépendant et de garder le contrôle sur sa propre image et son art tout en pouvant rester libre financièrement et dans la construction de son projet,. En outre il s'associe avec le distributeur Caroline International qui est un label du groupe Universal Music afin d'éviter les ruptures de stock et de garantir la distribution de sa musique.
En 2014, il apparait en featuring sur le 11e morceau intitulé Complete Domination de l'album Dangerous Days de son confrère français de Darksynth Perturbator.
Le 10 février 2015 une compilation reprenant l'intégralité de ces trois EPs sort sous le nom Trilogy. L’artiste se fait rapidement remarquer par la critique et le public aussi bien au niveau local, qu’international. Cette même année, c'est l'univers du jeu vidéo qui fait office de rampe médiatique, puisqu'on retrouve certains de ses morceaux dans la bande-son du jeu vidéo Hotline Miami 2: Wrong Number,.
Le 25 décembre 2015 parait sur la chaine YouTube officiel de l'artiste une vidéo intitulé « † Escape From Midwich Valley † Short Film † Directed by PH Debiès † ». Ce court-métrage réalisé en 2014, provient d'abord de la volonté de son réalisateur, Pierre-Henri Debiès, d'adapter cinématographiquement Le Cauchemar d'Innsmouth écrit par H. P. Lovecraft. Toutefois, originaire de Poitiers, le réalisateur après avoir découvert la musique de Carpenter Brut, aspire à utiliser sa musique dans ce court-métrage , « Son morceau intitulé Escape from Midwich Valley collait totalement avec le scénario que j'avais imaginé pour adapter la nouvelle de Lovecraft. Je lui ai demandé si je pouvais utiliser sa musique et il m'a laissé carte blanche. ». Le projet de court-métrage alors nommé « Carpenter Brut - Escape from Midwich Valley » a été financé au travers de la plateforme de financement participatif KissKissBankBank . Les comédiens Julien Guibert et Sophie Chamoux tiennent les rôles principaux de ce court-métrage de quasiment 9 minutes, sans dialogues, uniquement servi par la musique de Carpenter Brut . Le tournage s'est déroulé à Trouville-sur-Mer.

#### OST et concerts (2016)

Logo de Hotline Miami 2: Wrong Number

Carpenter Brut participe en 2016 à l'écriture de l'OST du jeu vidéo Furi avec d'autres artistes tels que Lorn, Danger, Scattle, Kn1ght, Waveshaper et The Toxic Avenger. La bande-son du jeu comprend 22 titres originaux, dont 4 morceaux spécialement composé par Carpenter Brut :Time to Wake Up, Enraged, What We Fight for et You're Mine. Au cours du développement du jeu, l'équipe a décidé d'utiliser de la musique électro et synthwave afin de faire en sorte que le jeu se démarque de ses concurrents. Chaque morceau a été conçu et créé spécifiquement pour le jeu et le boss/la zone dans laquelle il devait jouer. Audrey Leprince, productrice exécutive et cofondatrice de The Game Bakers, a mentionné que chacun des artistes avait été choisi en fonction de son style musical et de la façon dont il pouvait représenter chacun des boss du jeu. Une fois l'artiste choisi, les développeurs lui envoyaient un briefing contenant des détails sur le boss, son design, sa personnalité et l'arène où se déroule le combat. La musique du jeu présente globalement une inspiration synthwave très marquée, certains morceaux intégrants également des éléments d'autres genres de musique électronique comme du glitch, du break ou de la trap. Les pistes de Carpenter Brut pour le jeu devaient utiliser plusieurs boucles, car certains joueurs peuvent entendre la piste plus longtemps que d'autres ; la durée des pistes elles-mêmes devait donc être variable. Finalement il avoue avoir été " beaucoup moins libre " que la composition de la musique de Carpenter Brut en solo. L'artiste a expliqué qu'il devait travailler avec des scènes envoyées par les concepteurs du jeu vidéo, tout en travaillant avec des boucles pouvant durer plusieurs minutes si le joueur décidait de rester au même endroit. Finalement, l'artiste a décrit cette expérience comme « une bonne expérience », mais n'était pas sûr de la retenter, citant une plus grande affinité pour les bandes sonores de films que pour les jeux vidéo.

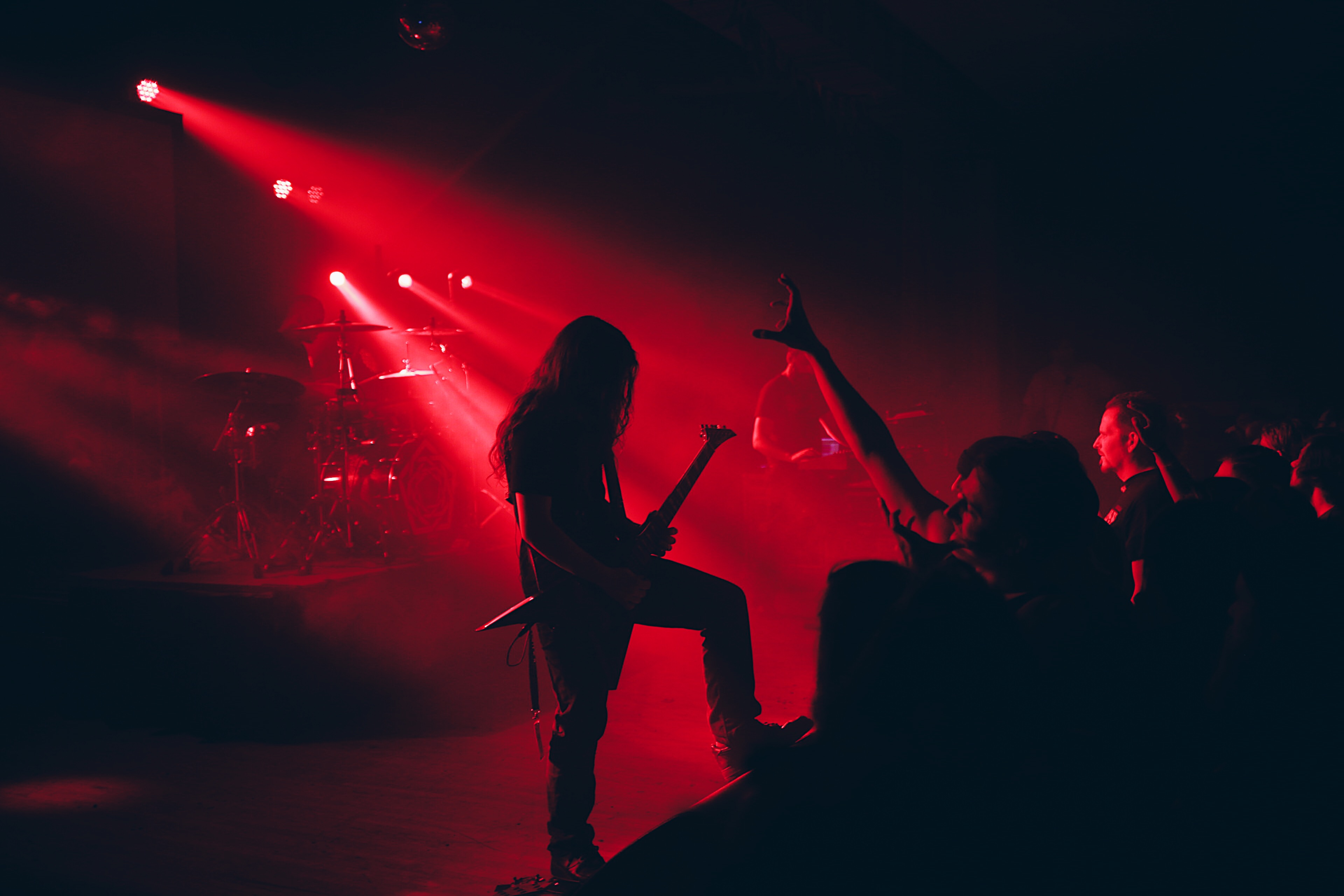
Carpenter Brut en concert en 2017. Il est accompagné par Adrien Grousset à la guitare (membre du groupe de metal Hacride) et Florent Marcadet à la batterie (également membre de Hacride et du groupe de rock progressif Klone).

Dès 2015, l'artiste se produit au travers d'une série de concerts donnés à travers la France, l’Europe et l’Amérique du Nord (dont une tournée américaine en première partie du groupe suédois Ghost). Lors de ses tournées, il est accompagné par Adrien Grousset à la guitare (membre du groupe de metal Hacride) et Florent Marcadet à la batterie (également membre de Hacride et du groupe de rock progressif Klone). Il participe aussi à des festivals de musique comme le Printemps de Bourges, le festival Terra Incognita le SXSW, le Roadburn, ou encore le  festival Motocultor.

#### Carpenterbrutlive (2017)
Le 30 juin 2017, sort son premier album live CARPENTERBRUTLIVE tiré d'un enregistrement d'un des concerts de sa tournée. Dans cet album live, à côté de 14 des 18 titres issues de Trilogy, on trouve aussi 4 titres inédits : Chew Bubble Gum (hommage au film de 1988, Invasion Los Angeles de John Carpenter). Un morceau en exclusivité pour les abonnés Bandcamp paru en 2014 5 118 574. Le morceau The Good Old Call également un morceau en exclusivité pour les abonnés Bandcamp paru en 2014. Et une reprise inédite, celle de Maniac par Michael Sembello, titre mythique des années 1980 tiré de la bande originale du film Flashdance, cette reprise sera toujours la chanson de clôture de tout ses concerts,. Il explique le choix de faire cet album live de par le fait que « par rapport au live, c’était une façon de garder un enregistrement de la première tournée qui s’achève fin aout, et de permettre aux gens qui ne nous ont pas vu live d’avoir une idée de ce que ça peut donner, et de trouver ça génial ».

### Leather Teeth(2018-2019)

#### Début d'une nouvelle Trilogie
Dès décembre 2016, Franck Hueso évoque avoir comme projet un album studio en 2018. En 2017 il explique que « le prochain album sera plus pop, moins sombre, histoire de proposer autre chose et éviter ainsi de tomber dans la surenchère de la violence qui aurait pu rendre l’album parodique ».
Le 31 janvier 2018 parait un teaser officiel de l'album de 40 secondes sans pourtant spécifier une date de sortie. Toutefois des vendeurs en ligne font fuiter la date de sortie du disque en le mettant au catalogue légèrement en avance.
L'album sort le 23 février 2018 et est rapidement présenté comme la bande originale d’un film imaginaire et qui serait la première partie d’une nouvelle trilogie. Un communiqué de presse accompagnant la sortie de l'album stipule que : « Leather Teeth est la bande originale d’un film imaginé par Carpenter Brut, qui raconte l’histoire d’un adolescent américain timide, Bret Halford, qui ne peut pas obtenir une fille et fera tout ce qu’il peut pour la convaincre, y compris en devenant le chanteur de l’un des groupes les plus discutés au milieu du glam-metal des années 1980, Leather Patrol. » Le communiqué de presse comprenait également une citation de Carpenter Brut, décrivant l’album comme « une pure frénésie comme Master of Puppets, ou l’un des bons vieux albums de métal ». À travers cet album apparait dans deux morceaux, Kristoffer Rygg (en) (du groupe Arcturus, Borknagar et Ulver) et Mat McNerney (en) (du groupe Grave Pleasures) au chant.
Leather Teeth raconte donc l'histoire de Bret Halford, un étudiant en sciences introverti, amoureux d’une pom-pom girl qui ne l’aimait pas, lui préférant de loin le quarterback vedette de l’équipe de football américain du lycée. Après avoir été malmené par les coéquipiers du quarterback en question, lors d’une soirée organisée à ses dépens, Bret, fou de rage, tente de créer une potion censée lui permettre de tous les contrôler, mais, à la suite d'une erreur de manipulation, il finit défiguré. Remettant ses plans de vengeance à plus tard, il devient alors Leather Teeth, chanteur du groupe glam rock, Leather Patrol, qui va essayer de séduire cette jeune fille, ainsi que beaucoup d’autres filles.
Le nom du protagoniste Bret Halford, est un mélange du nom de Bret Michaels du groupe Poison et de Rob Halford de Judas Priest. 
8 vidéoclips pour chaque titre de l'album Leather Teeth ont été réalisés par Silver Strain, qui a également créé les visuels projetés pendant les concerts de Carpenter Brut.
En mars 2018, Carpenter Brut déclare avoir eu l'idée d'un tel album depuis un an et avoir travaillé dessus pendant quatre mois non-stop. Dans une interview de décembre 2018, il a également expliqué que Leather Teeth avait été inspiré par « Judas Priest et le glam rock des années 1980 ». Hueso s’est décrit, dans d'autre interview de 2018, comme étant « fatigué de cette course à celui qui fait la musique la plus sombre ou la plus brutale » et qu'il ne voulait pas tomber dans une surenchère du dark, tout en décrivant le son de Leather Teeth comme étant « plus doux » et « plus glamour » que Trilogy « tout en flirtant avec un côté sombre qui sera développé dans le prochain album », une suite qu’il entend être « plus sombre et plus violente »,.

#### Leather Patrol Tour & The Rise of the Synths

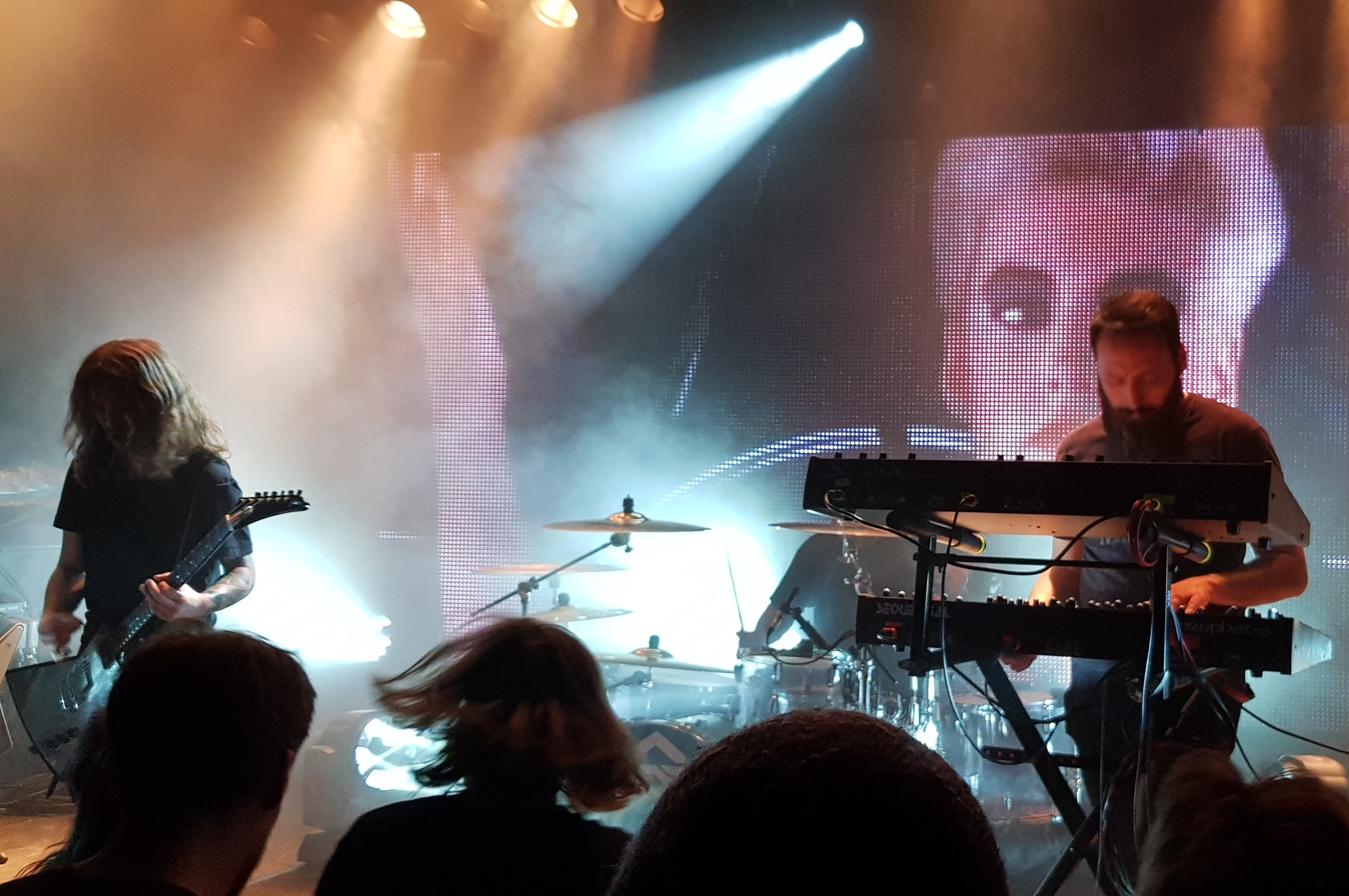
Carpenter Brut en concert, Hambourg 2018

Il lance la même année la tournée Leather patrol tour se fragmentant en deux parties avec à chaque fois plusieurs dizaines de concerts,. Dans le cadre de cette tournée il est de nouveau accompagné par Adrien Grousset à la guitare et Florent Marcadet à la batterie. Tournée dans laquelle il jouera par exemple dans la 19e édition du festival américain Coachella en 2018, la 13e édition du Hellfest ou encore à l'Olympia à Paris. Durant leur concert, derrière les musiciens se trouve un écran géant sur lequel défilent des vidéos faisant appels aux nombreux codes visuels typiques des années 1980, avec une succession d’images caricaturales sur les écrans géants, qui selon La Grosse Radio « évoque tantôt Alerte à Malibu, tantôt une vieille série B mal doublée » le tout sur fond de croix renversées,. Carpenter Brut et ses musiciens, restent en retrait lors de leurs concerts, préférant laisser la musique et les clips prendre toute la place.

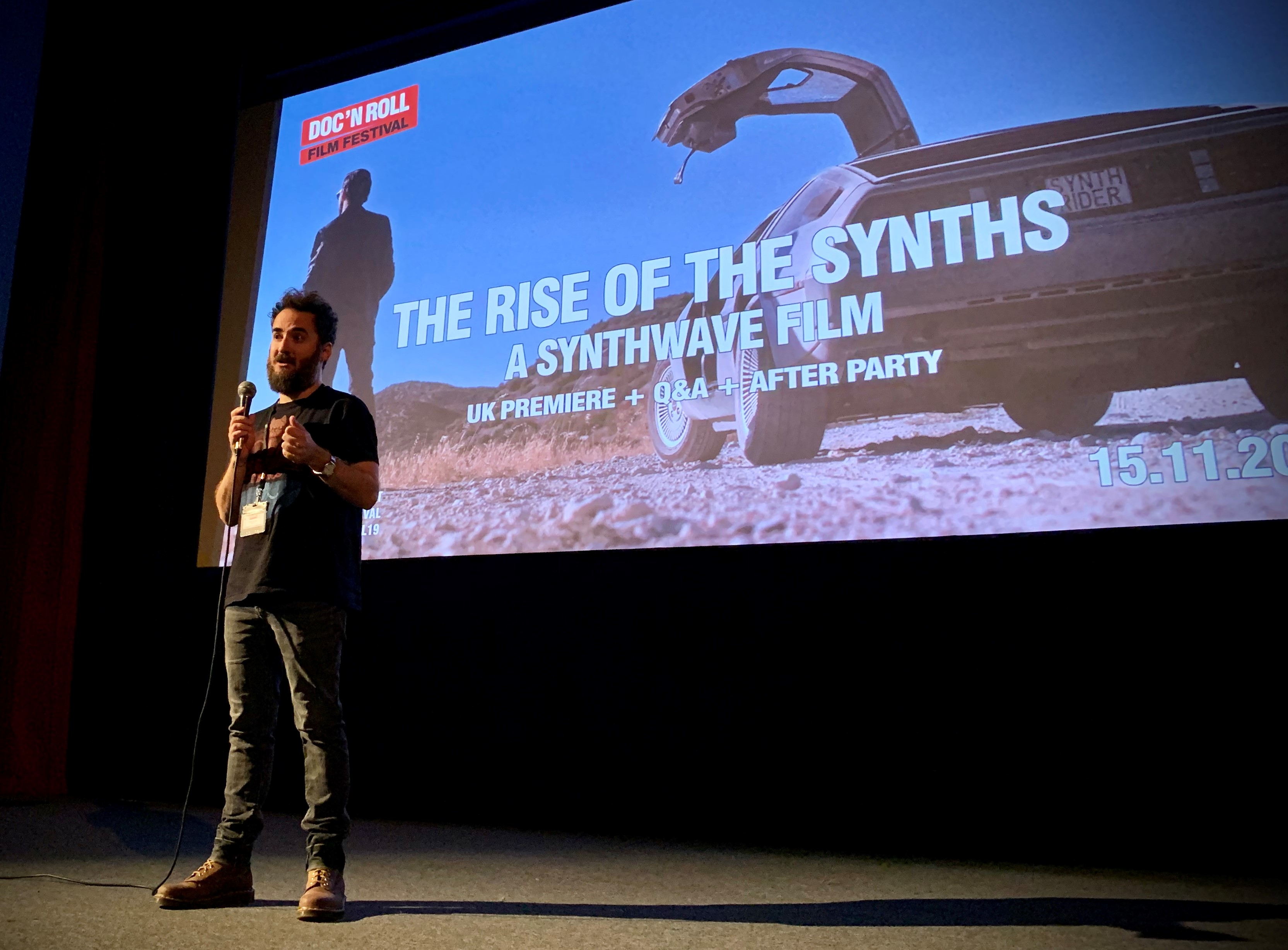
Le réalisateur Ivan Castell présente The Rise of the Synths à l'avant-première britannique.

En 2019, l'artiste est apparu dans le film documentaire The Rise of the Synths (en). Écrit et réalisé par Iván Castell, raconté par le cinéaste et compositeur John Carpenter, le film explore les origines et la croissance du genre de musique électronique connu sous le nom de synthwave, retraçant sa montée en popularité depuis la scène musicale en ligne underground jusqu'à sa récente exposition grand public, à la suite de son utilisation dans des bandes sonores à thème rétro, notamment le film Drive de 2011 et plus récemment, la série télévisée Stranger Things. Dans le documentaire, Carpenter Brut est apparu aux côtés de divers autres compositeurs de la scène Synthwave. Pour soutenir le film, Lakeshore Records publie un album d'accompagnement officiel, comprenant des morceaux exclusifs de nombreux artistes synthwave influents d'aujourd'hui, auquel Carpenter Brut participe avec le morceau inédit Night Stalker.

### Blood Machines OST; Maniac & Fab Tool (2020-2021)
En 2020, il produit la bande originale du film français de science-fiction Blood Machines réalisé par Seth Ickerman (derrière ce pseudonyme se cache en réalité deux français Raphaël Hernandez et Savitri Joly-Gonfard). Le film se veut comme étant une suite au vidéoclip paru en 2016 du morceau Turbo Killer de Carpenter Brut déjà réalisé par Seth Ickerman et comptabilisant plus de 13 millions de vues sur YouTube. Le vidéoclip Turbo Killer avait été déjà pensé comme un clip 100% synthwave. L’esthétique du clip utilisant un aspect VHS avec des couleurs saturées dignes des |séries B des années 1980. Ainsi, Seth Ickerman souhaitait réaliser un long métrage utilisant une bande-son de Carpenter Brut avant même la sortie du clip de Turbo Killer, et en raison du succès de Turbo Killer et des demandes des fans pour une suite, Blood Machines est entré en développement. Une campagne Kickstarter a vu le film passer d'une durée estimée de 30  à 50 minutes. La B.O de Blood Machines regroupant 13 titres, pour une durée totale de 36 minutes, est sortie le 17 avril 2020,. Le blog de musique indépendante Fives-Minutes décrit la bande originale comme une alternance entre du Giorgio Moroder, du Vangelis de Blade Runner ou du Benjamin Wallfisch et Hans Zimmer de Blade Runner 2049, tout en évoquant « d’un côté, du synthé ronflant et boosté par une batterie qui tabasse [...]. De l’autre, du synthé balancé par nappes aériennes, fantomatiques et parfois inquiétantes, comme pour nous plonger dans un monde que l’on frisonne de connaitre tout en n’ayant aucune envie d’y vivre ».
Le 15 mai 2020 sort officiellement le single Maniac, qui est une cover version studio du morceau Maniac de Michael Sembello. En effet, l'artiste avait pour habitude de faire une reprise de ce morceau en live, en guise de clôture de ses concerts. Ainsi, il existait déjà une version live de ce morceau dans l'album live « CARPENTERBRUTLIVE ». Or le titre après avoir pris de l’ampleur, la fanbase de l'artiste français a manifesté son enthousiasme à l’idée une version « propre » de la reprise au travers d’une version studio du morceau. Cette version se veut alors radicalement différente. La chanson prend une tournure proche du métal en mêlant synthétiseurs et instrumentation plus caractéristique du genre. Le morceau contient un solo de guitare d'Adrien Grousset, avec au chant Yann Ligner, chanteur du groupe Klone. Le morceau est mixé par Tom Dalgety (en) qui s’est déjà occupé d'artistes comme Rammstein, Killing Joke, Ghost ou Royal Blood.
En octobre, à l'occasion du Z Event 2020 (projet caritatif réunissant des streameurs francophones afin de récolter des dons pour des associations caritatives organisé sur la plate-forme de streaming Twitch), le streamer français MisterMV en tant que donation-goal, s’était engagé à réaliser un EP de 3-4 titres, si son stream permettait de récolter plus de 333 333 €. Cette somme étant atteinte, le streamer a contacté Vald, The Toxic Avenger, M83, Mister V ainsi que Carpenter Brut sur twitter. Les artistes ont tous répondus positivement,.
Le 27 novembre 2020 paraît le single Fab Tool, en featuring avec David Eugene Edwards (chanteur de 16 Horsepower et Wovenhand) qui est présent au chant. Les paroles ont été écrites par David Eugene Edwards, le titre a été mixé par Frank B. Carpenter au Mix’Em All Studio et masterisé par Thibault Chaumont au Deviant Lab. La sortie du single est accompagnée d'un vidéoclip réalisés par Dehn Sora qui a également réalisé l'artwork du single. Cette vidéo est remplie d'une imagerie sombre et cauchemardesque : monde post-apocalyptique, un road trip dans des paysages désertiques arides remplis de squelettes massifs et de statues enruine, des monstres et divinités gigantesques, des visages remplis de tentacules, des villes envahies par des insectes géants,.
Le 31 octobre 2021, le treizième album studio du groupe de musique expérimentale norvégien Ulver sort. Celui-ci largement inspiré par l’amour du groupe pour le réalisateur et musicien John Carpenter est mixé par Carpenter Brut, et masterisé par Thibault Chaumont.

### Leather Terror (2022-2023)

#### Deuxième opus de la TrilogieLeather
En 2017, c'est-à-dire avant même la sortie de son 1er album (Leather Teeth) Franck Hueso évoque déjà son second album « l’album d’après sera à nouveau plus violent et evil parce qu’il faudra bien refaire un retour aux sources, celui réclamé par les fans ».
Hueso avait laissé entendre qu'un nouvel album de Carpenter Brut pourrait sortir fin 2020 « au plus tôt ». Le 19 mai 2021, il annonce sur Twitter que Leather Terror sortirait début 2022, dont la date de sortie a ensuite été fixée au 1er avril 2022. L'album implique une « réinvention » de Carpenter Brut et emmène la musique « sur un chemin plus sombre ». L'artiste explique que « même si, au début, je ne savais pas exactement comment je voulais que l’album sonne, je savais que je voulais qu’il soit massif et violent ».
Cet album s’agit du deuxième volet d’une trilogie initiée par l’album Leather Teeth sorti en 2018 qui racontait l'histoire d'un personnage qui veut se venger de la pom-pom girl qui s'est moquée de lui « à la manière d'un tueur en série ». Leather Terror est donc une suite logique à Leather Teeth. Cet opus fictif documentent l’ascension du tueur en série qu’est devenu Bret Halford, en effet, celui-ci se déroule 4 ans après les évènements du 1er opus (le premier album se déroule en 1987 et le second en 1991 dans la narration fictive de l'artiste). Ainsi dans ce laps de temps, le personnage principal, Bret Halford est devenu une rock star prête à se venger des anciens du lycée qui l’ont harcelé.
Le premier single de l'album Imaginary Fire sort le 28 janvier 2022 et se découvre à travers une vidéo signée Dehn Sora, mettant en images une apocalypse à travers le voyage psychédélique de Bret Halford. Ce titre voit la participation vocale de Greg Puciato (ex-The Dillinger Escape Plan, Killer Be Killed, The Black Queen).Le second single de l'album The Widow Maker sort le 18 mars 2022 et est accompagné d'un vidéoclip réalisée par les frères Deka et mettant en scène Dylan Sprouse dans le rôle de Bret Halford. Dans ce clip Bret Halford est une véritable rock-star et un vengeur impitoyable, qui inflige sa vengeance à ceux qui se dressent entre lui et ce qu'il désire. Bret feuillette l'annuaire, et pris d'un délire hallucinatoire, il fantasme sur sa vengeance envers Kendra, la pom-pom girl dont il était follement amoureux au lycée, et les sportifs qu'elle préférait. Son désir de vengeance finit par se retourner contre lui et il est hanté par les cadavres de ceux qu'il souhaite tuer. Sur ce morceau l'on peut retrouver Alex Westaway de GUNSHIP au chant.
À sa sortie le 1er avril 2022 l'album comprend 12 titres dont 6 chansons avec des voix et 6 pistes instrumentales,, sur lesquelles l'on peut retrouver des featuring avec le groupe Ulver ; Johannes « Jonka » Andersson au chant (chanteur dans le groupe de heavy metal norvégien Tribulation) ; la française Persha ou encore la norvégienne Sylvaine,.

#### Composition de l'album
L'album a été composé pendant la période de pandémie de Covid-19, pendant dix-huit mois contre huit pour Leather Teeth. L'album se veut plus sombre, abouti et mature que le précèdent,. L'artiste revendique avoir voulu faire quelque chose d'hybride musicalement entre de la synthwave et du metal. Il revendique également ne pas avoir utilisé de vrai guitare ou des synthétiseurs analogiques mais uniquement des plugin (VST) depuis son ordinateur, c'est-à-dire des émulations de synthétiseur virtuel pouvant produire n'importe quel son (dont celui de guitare). Il explique ce choix de par le fait qu'il avait envie de se débrouiller seul (sans faire appel à un guitariste extérieur) et surtout pour faire un clin d'œil à Queen qui écrivait « no synths! » sur leurs premiers vinyles puisque utiliser des synthétiseurs dans les années 1970 ne se faisait pas dans le rock. Le fait de ne pas utiliser de vrai guitare sur cet album était donc en quelque sorte une façon de faire un contre-pied et un petit « rappel historique ». Il explique également que son passé d'ingénieur du son lui a permis de reprendre certain concept utilisé pour enregistrer les guitares pour des groupes de metal, « on mettait plusieurs têtes d’ampli, on mélangeait les grains etc. J’ai fait pareil avec des synthés. Sur certains morceaux, tu as 10 synthés qui jouent en même temps pour faire le riff. D’où ce son hyper vibrant.». Dans un article anglais pour le site spécialisé KNOTFEST l'artiste confie « Je me souviens que Patrik Jensen (en), le guitariste de The Haunted, a dit un jour "comment cela peut-il sonner aussi puissant sans guitares" à propos de Turbo Killer. Je crois que ça m'est resté dans un coin de la tête ».

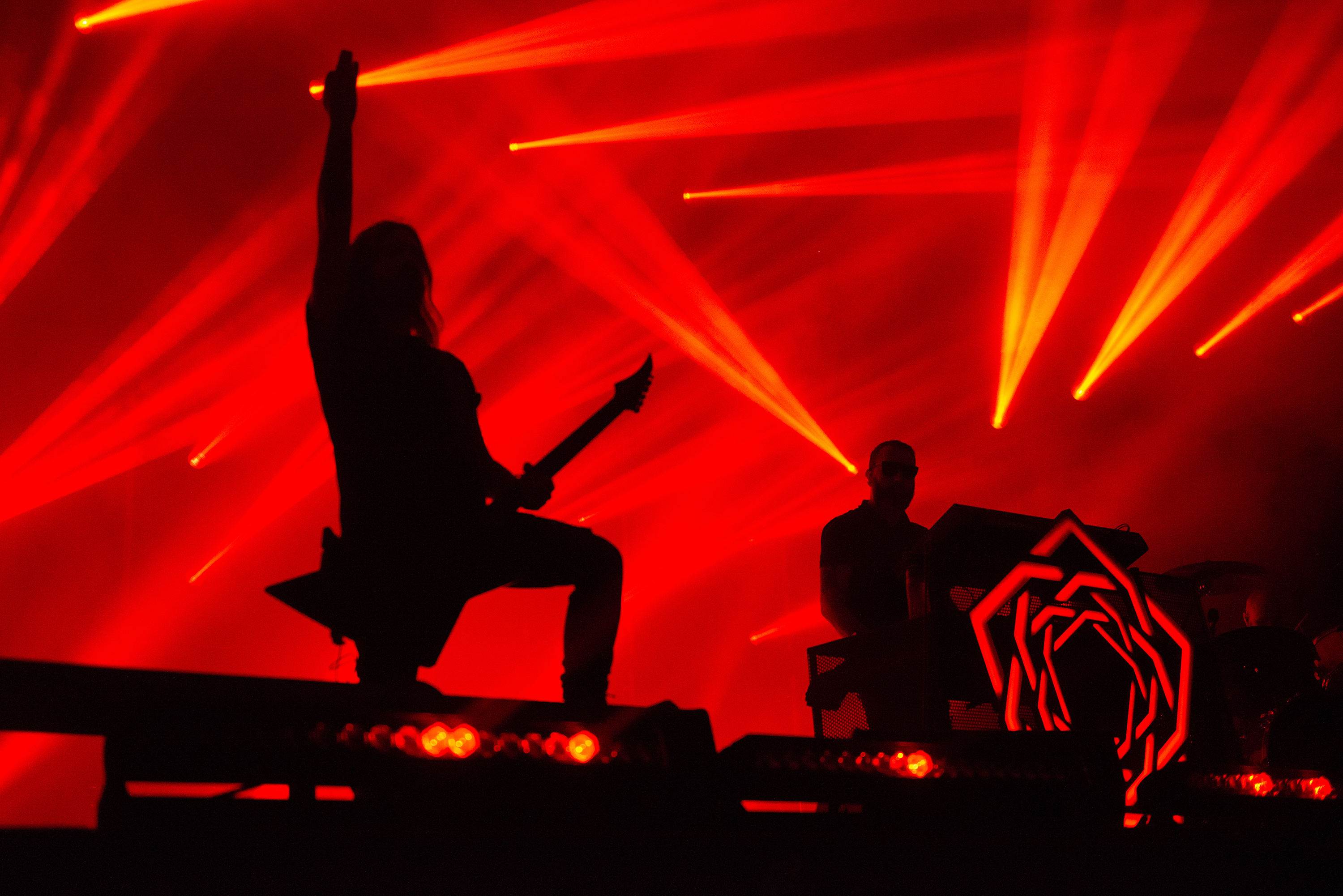
Carpenter Brut au festival des Papillons de nuit 2023

L'album est placé 12e par le magazine Metal Hammer dans son top 50 des meilleurs albums metal de 2022 tandis que le site musical spécialisé Noizze dans son top des 50 meilleurs albums de 2022 le place à la 40e positions.

#### Leather Terror Tour
4 ans après le Leather Patrol Tour, Carpenter Brut présentera en 2022/2023 le deuxième volet de sa seconde trilogie en concert, durant la tournée Leather Terror Tour.

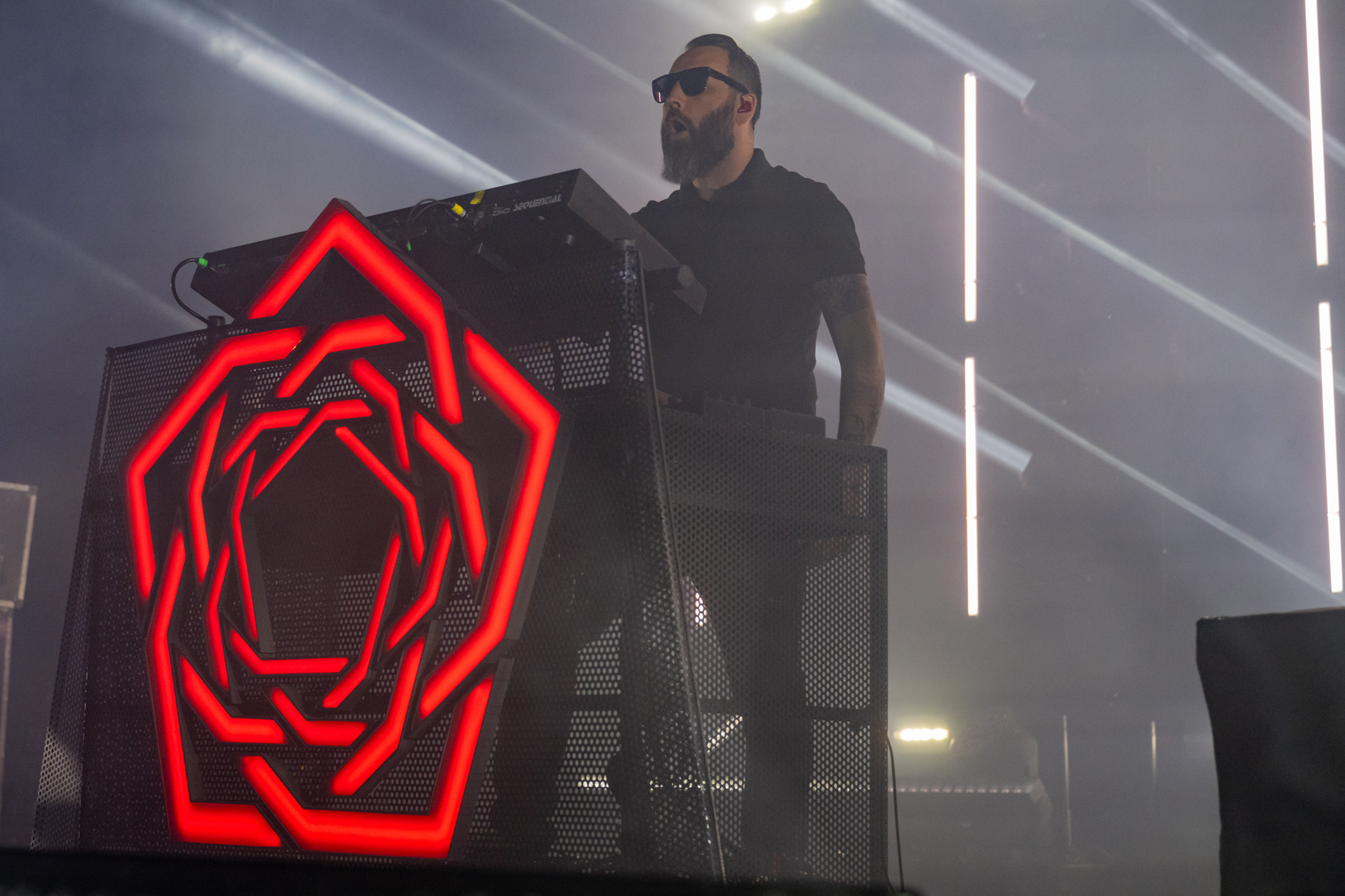
Carpenter Brut, au Rock im Park en Allemagne, 2023. On peut remarquer que l'artiste se tient derrière une structure amovible contenant des synthétiseurs. Devant cette structure se trouve le logo illuminé de l'artiste, le Brutagram.

La sortie de l'album est ainsi suivi d'une tournée nord-américaine de 12 dates et européenne de 26 dates,. Dans le cadre de cette tournée, l'artiste se produit d'ailleurs au Zénith de Paris le 30 octobre 2022. Lors de cette tournée il est encore accompagné par Adrien Grousset à la guitare et Florent Marcadet à la batterie. Derrière eux se trouvent trois écrans séparés affichant de nouveau visuel et servant aussi d’éclairage. Les visuels projetés sur les écrans sont conçus par Dehn Sora et Polygon1993 (qui a déjà travaillé avec Travis Scott et Tame Impala). L'artiste explique s'être fait fabriquer un synthétiseur avec lequel il peut se déplacer afin de rendre le concert plus vivant.

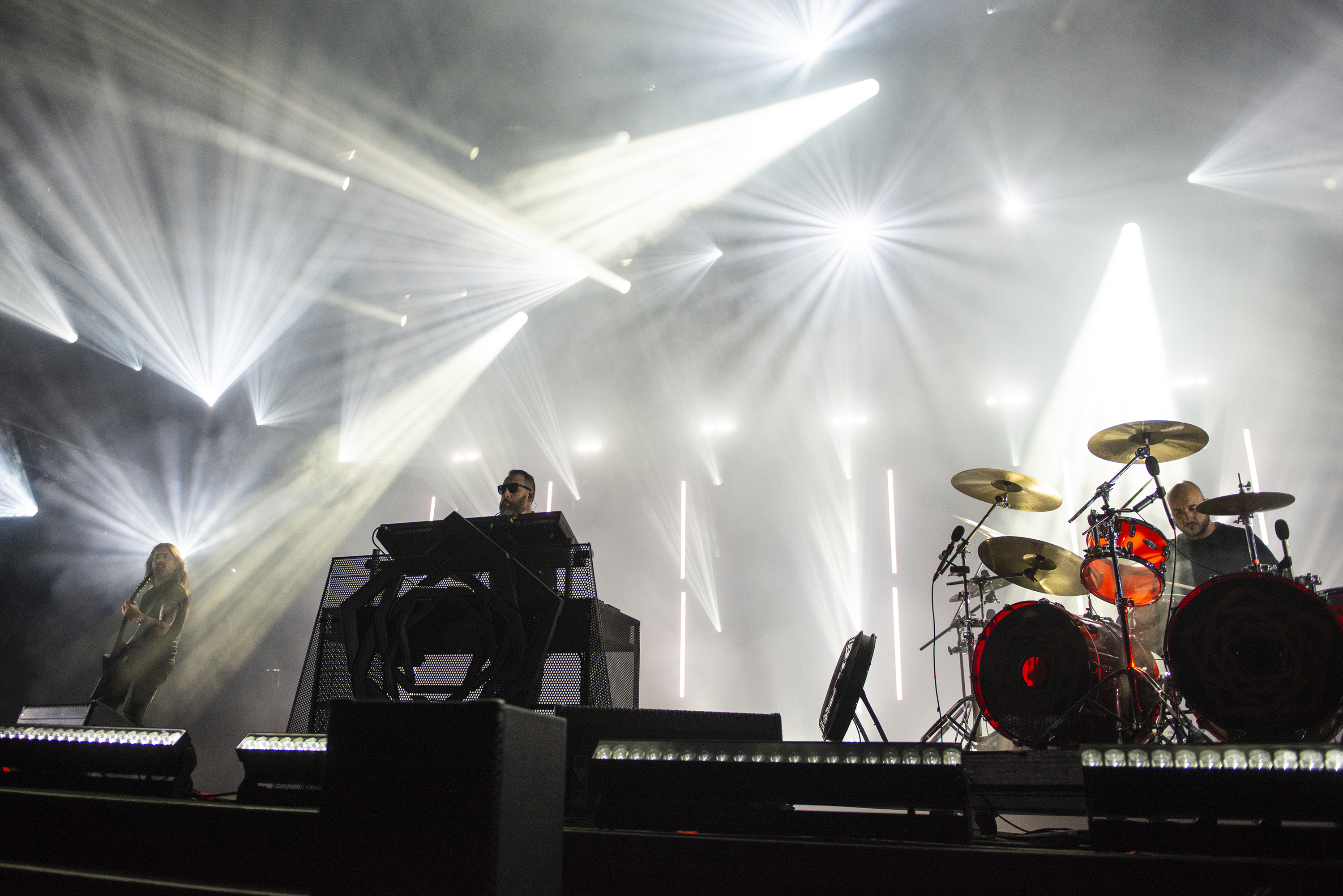
L'artiste est encore une fois accompagné par Adrien Grousset à la guitare (à gauche) et Florent Marcadet à la batterie (à droite).

Le 11 avril 2023, Carpenter Brut et Perturbator annoncent pour la première fois une tournée commune prévu à l'automne 2023. Cette dernière intitulé Leather Sacraments Tour 2023 (en référence au dernier album de Carpenter Brut Leather Terror et au dernier album de Perturbator Lustful Sacraments), se composera de 17 dates à l'international et en France dont une prestation à l'Olympia le 30 octobre 2023. Les deux artistes de synthwave seront soutenus par la formation punk rock américaine Ho99o9 en tant qu’invité spécial de la première partie.
L'artiste se produit le samedi 17 juin 2023 sur la mainstage 01 (scène principale) dans le cadre du Hellfest 2023,.

### Suite et fin de la Trilogie Leather (2023-)
En 2018, lorsqu'il commence l'arc narratif en trois parties de la trilogie Leather, l'artiste confie avoir déjà toute l'histoire principale de la narration tracée pour le protagoniste Bret Halford. Selon lui, imaginer une histoire dès le début aide à suivre une ligne directrice qui l'empêche de partir dans tous les sens. Pour lui ce n'est pas facile de rester cohérent à l'écrit si on n'a pas de fil conducteur.
Ainsi, en termes de suite narrative concernant la troisième et dernière partie de sa trilogie du « cuir », en 2022, il explique vouloir qu'à la fin de Leather Terror, Bret Halford soit enfermé dans une chambre froide par Kendra la cheerleader. Il est cryogénisé comme Jack Nicholson dans Shining. 200 ans plus tard, panne d’électricité mondiale : il décongèle, ressort et se retrouve dans le futur. Visuellement, cela aura pour but d’arriver à la Blade Runner, à l'image de la pochette de Somewhere in Time d'Iron Maiden, tout en faisant un clin d’œil à Idiocracy, en s'imaginant ce que les gens sont devenus avec les réseaux sociaux : « Est-ce qu’ils sont complètement teubés ou bien hyper intelligents avec des cités écolos ? Est-ce qu’on tombe dans un Cyberpunk 2077 ou plutôt dans À la poursuite de demain, le film avec George Clooney où tout est nickel ? De base, j’aurais envie de placer ça dans un monde punk pourri. Ça pourrait être une guerre entre une ville hyper clean et une ville hyper pourrave.».
Toutefois, il ajoute ne vouloir commencer à travailler dessus que dans deux ans. Mais en indiquant musicalement avoir quand même des intentions : comme avoir des morceaux un peu plus progressifs, type années 1970 en citant le morceau Tom Sawyer de Rush. Il mentionne également la possibilité de faire peut-être plus de morceaux sur sept minutes, un peu plus virevoltants :« Il faudra créer une atmosphère futuriste dans le son. C’est ce qui est le plus cool dans les BO de SF : les synthés un peu foufous des seventies. Je vais peut-être incorporer ça ». L'artiste évoque également la potentialité que ce futur album soit le dernier album de Carpenter Brut.
En 2024, il révèle dans un podcast que le prochain opus se nommera Leather Temple.

## Analyse musicale

### Style musical
Carpenter Brut est une figure majeure du sous-genre musical Darksynth, genre s'inspirant de sonorité sombres, du metal et de musiques de films d'horreur.
Dans un article de Télérama intitulé « Entre techno et metal, l'électro furieuse de Carpenter Brut », le style musical de Carpenter Brut est assimilé à « une formule explosive, entre rythmique robotique façon Moroder et synthés sanguinaires à la Justice. », et le décrivant comme composé de « riffs de synthés rappelant les guitares chantantes du Hard FM, rythmiques robotiques façon Giorgio Moroder et nappes aux ambiances crépusculaires ». Le Monde, dans un article par Franck Colombani intitulé « Carpenter Brut, "mauvais garçon" de la French touch » analyse sa musique comme une « musique sombre, qui transpose le rock dur dans l'électro. Une symbiose entre la puissance du thrash et du heavy metal (mais sans guitares prédominantes), la tension de certaines bandes originales synthétiques de films (en particulier celles du maître de l'horreur John Carpenter) et de pop new wave des années 1980 ». Olivier Drago de chez Libération dans un article nommé « Dans les ténèbres de l’electro » parle de « musique dopée à l'agressivité du metal et souvent propulsée par le même type de rythmes electro-disco hérités de l'Italien Giorgio Moroder » et de « synthmusic flippante aux basses grondantes ». Maxime Delcourt de chez Les Inrockuptibles parle de « rythmiques kilométriques de Moroder, des steel drums sanguinaires de la BO de Commando et des boucles austères de John Carpenter ».
En général il ressort de l'analyse musical de Carpenter Brut une musique se caractérisant comme un mélange entre le metal et la musique électronique. La musique de Carpenter Brut se caractérise par une grande énergie, des rythmes pouvant être rapides et un usage intensif de synthétiseurs puissant. Ses morceaux comportent souvent des lignes de basse pulsées, des mélodies obsédantes et des rythmes de batterie entraînants, avec parfois des échantillons de voix ou des chanteurs invités. Toutefois, le style de Carpenter Brut est également caractérisé par des passages plus lents et plus atmosphériques, qui créent une tension dramatique et une ambiance sinistre. Les mélodies peuvent être mélancoliques et dramatiques, créant une atmosphère immersive qui évoque un univers cinématographiques.
Son style musical est souvent décrit comme étant sombre et intense, cinématique, parfois dystopique ou épiques, s'inspirant grandement des films d'horreur et d'action des années 1980, des jeux vidéo et d'autres éléments de la culture pop de cette époque. De plus, le style musical de Carpenter Brut est très énergique, intense et très cinématographique, de par un son à la fois nostalgique et moderne avec un accent mis sur la création d'une atmosphère.
Dans l'ensemble, le style musical de Carpenter Brut est unique et reconnaissable, combinant des éléments de plusieurs genres musicaux différents pour créer une expérience sonore immersive et intense,.

### Format musical sous forme de trilogie
La discographie de Carpenter Brut s'articule principalement autour de ce principe de trilogie. En effet, ses 3 premiers EP forment une première trilogie (regroupés dans une compilation intitulée Trilogy) , tandis que ses deux albums studio (Leather Teeth et Leather Terror) ont pour objectif, à terme, de former une deuxième trilogie (la trilogie du « cuir » de l'anglais leather), avec la sortie d'un troisième album.
L'artiste tente d'appliquer ce système de trilogie directement dans sa musique. Ce choix est expliqué par le fait que l’idée derrière Carpenter Brut est que tout tourne autour d’un film, réel ou fictionnel, et que donc cela reste un univers très cinématographique. Carpenter Brut reconnait lui-même être fan des trilogies de cinéma car d'après lui, les meilleures licences du cinéma sont des trilogies, et que ce concept permet de développer une histoire en trois actes, avec des rebondissements. Il explique : « Même si tous les films ne sont pas bons, ils ont au moins le mérite de faire vivre une histoire dans plus d'un film. J'ai décidé de transposer cette idée à ma musique. J'aime avoir une ligne claire car cela m'aide à rester sur la bonne voie ». En guise d'exemple de trilogies cinématographiques l'artiste mentionne Retour vers Le futur, celle des premiers Star Wars ou encore celle de RoboCop.
Ainsi, travailler sous forme de trilogie permet d’avoir un objectif à court terme, à moyen terme et à long terme. La trilogie allie le fait d'avoir une histoire et d'avoir le temps de la développer. L'artiste justifie également le choix de travailler sous forme de trilogie de par le fait que cela lui permet d’installer des ambiances différentes : « Sur Leather Teeth j’ai mis du glam car je m’étais remis à en écouter énormément ces dernières années. Pour Leather Terror je n’avais pas envie de reprendre le glam donc je suis partie sur un truc plus industriel. Je reste dans la même histoire mais en développant et en faisant évoluer le personnage et ses goûts musicaux.».

### Composition et instruments
Carpenter Brut confie composer depuis un MacBook Pro, via le logiciel Ableton Live. Pour ce faire, il utilise des claviers midi Akai, une carte son Universal Audio et des moniteurs PMC. Il confie utiliser beaucoup de VSTi et de plug-in comme Arturia, Diva, Native Instruments, Korg et quelques synthétiseurs hardware, dont beaucoup de Dave Smith Instruments (DSI) comme le Prophet 6, le Pro 2, ou le OB-6. Il utilise également le Mini brute, le NF1 de chez Modor Music ou encore des synthétiseurs Roland,.
Ainsi l'artiste précise souvent qu'il n'y a presque jamais de vrais instruments dans ses morceaux et qu'il n'y a que sur l'album Leather Teeth qu'il y a une vraie guitare et un vrai guitariste. Dans le cadre de cet album il déclare pour enregistrer les guitares, avoir utilisé un FX Axis et des amplis guitare Universal Audio. Outre cet album, L'artiste n'utilise jamais de « vraie » guitare mais utilise plutôt des émulations de synthétiseur virtuel pouvant produire n'importe quel son (dont celui de guitare). Il déclare ainsi beaucoup utiliser le plug-in Razor et FM8 de Native Instruments pour faire les sons de guitare,. De plus, dans le cadre de son album Leather Terror Carpenter Brut revendique également ne pas avoir utilisé de vrai guitare ou des synthétiseurs analogiques mais uniquement des plug-in (VST).
Concernant la basse, il déclare utiliser soit un synthétiseur soit une banque de chez Native Instruments (Scarbee) auquel il peut ajouter des samples de slap pour rendre la ligne de basse un peu plus vivante. ll utilise également des sample depercussion qui viennent de chez Native Instruments. Pour les orchestres il utilise Spitfire Audio (en).
Cette particularité musicale basée quasiment exclusivement sur des synthétiseur engendre une possibilité de création sonore infinies, comme le confirme Carpenter Brut « C'est évidemment beaucoup plus compliqué de partir d'une toile blanche avec un synthétiseur qu'avec une guitare. Au moins en termes de son. Depuis quelques années, les possibilités sont presque infinies, et il y a tellement de sons et de plug-ins, que l'on peut rapidement avoir le vertige ».

## Influences et identité visuelle

### Influences musicales
Ayant grandi dans les années 1980, la musique de Carpenter Brut est influencée par le hard rock et le heavy metal de cette période.« A l’origine je suis surtout un fan de metal, biberonné dès l’enfance à Iron Maiden et Judas Priest. Même si je ne dédaigne pas les albums de rock progressif "commerciaux" de Toto ou Tears for Fears ». Dans une interview de 2019 avec Kerrang!, il déclare que ses premières influences musicales comprenaient Metallica, Megadeth, Cannibal Corpse et Napalm Death. En 2017, il confie être beaucoup plus inspiré par des artistes comme Supertramp, Meshuggah, Ulver, Nine Inch Nails, Type O Negative, Pink Floyd et les Beatles.
Dans un article de Metal Hammer datant de 2022 intitulé « Carpenter Brut : 10 albums qui ont changé ma vie » et sous-titré « Metallica, Meshuggah, Megadeth, Type O Negative, Tiamat - la collection de disques du roi de la synthwave Carpenter Brut est entièrement consacrée au métal », l'artiste cite l'album The Wall (1979) de Pink Floyd ; Killers (1981) d'Iron Maiden ; Rust in Peace (1991) de Megadeth ; Master Of Puppets (1986) de Metallica ; October Rust (1996) de Type O Negative ; Draconian Times (1995) de Paradise Lost ; Chaosphere (1998) de Meshuggah ; Chaos A.D. (1993) de Sepultura ; Wildhoney (1994) de Tiamat ou encore Live: Decade Of Aggression (1991) de Slayer.
Toutefois il déclare également avoir fait « quelques incursions dans l’électro/punk-rock en parallèle, avec The Prodigy ou Chemical Brothers », tout en se considérant comme « loin d’être un spécialiste de la scène [car ne connaissant aucun] noms actuels mis à part Gesaffelstein, SebastiAn ou Justice par exemple. ». Carpenter Brut explique également avoir écouté du Boys Noize. Dans une autre interview, il déclare apprécier le morceau Testarossa Autodrive de Kavinsky : « [avec] une bonne dynamique [et une] lead principale [...] vraiment cool, elle m’a inspirée. » En outre dans cette même interview, il explique en termes d'influence que « c’est surtout Justice et leur son. C’est vraiment le truc que j’attendais dans l’électro, sûrement parce qu’il y’a un côté rock aussi dedans ». Il cite également le morceau Stress de Justice comme une influence majeure.

### Influences cinématographiques
En 2008, avant même le début de sa carrière musicale, et alors qu'il travaille en tant que producteur et mixeur pour des groupes de metal français, lorsque dans le cadre de sa profession de l'époque, on lui demande ses sources d'inspirations il évoque le cinéma en expliquant que ce que l'on ressent quand on voit un film, c'est ce qu'il essaie de recréer sans les images.
Il s’inspire également du cinéma d’horreur, notamment des films et des bandes originales de John Carpenter. Il affirme en 2016 ne pas écouter les bandes originales de films d’horreur, mais a noté qu’il y avait des « thèmes qui se démarquent », tels que pour Creepshow, Maniac Cop et Vendredi 13 et qu’il apprécie les compositions de John Williams, Alan Silvestri et James Horner.
Sur le plan cinématographique, ses influences incluent les films de types « Slasher / Horreur / Série B des années 1980 ainsi que des blockbusters », et a spécifiquement noté « tout de Steven Spielberg » ainsi que des films comme Star Wars, Terminator, RoboCop, Predator, The Thing, Street Trash, Bad Taste, Massacre à la tronçonneuse, Evil Dead, Nekromantik et Maniac Cop, commentant, « non seulement j’ai trouvé que ces films étaient totalement badass, mais leurs bande-son l’étaient aussi. La musique faisait partie intégrante des films, c’est ce que j’aimais »,. Il cite également Blade Runner, New York 1997, Seven, Les Griffes de la nuit, Braindead, Le Projet Blair Witch ou Re-Animator.
L'histoire fictive sous-jacente à sa deuxième trilogie entamé par Leather Teeth et Leather Terror, est fortement inspirée de cette influence cinématographique, en effet l’histoire qui en découle est née de l'imagination de Fanck Hueso, il déclare à ce sujet « adolescent, je regardais beaucoup de films de slashers, c’est donc ma façon à moi de rendre hommage à ces films de genre [...] Bret Halford est dans une optique de vengeance sanguinaire [...] c’est un scénario totalement cliché et basique de film de slasher à la Vendredi 13 ou Halloween».
Ainsi le crédo, les influences, et les motivations de Carpenter Brut pourraient se résumer à cette phrase prononcée par l'artiste et paru dans La Libre Belgique en 2018 : « Je veux rappeler à ceux qui l'ont vécu, et montrer à ceux qui ne l'ont pas vécu, à quel point les années 1980 étaient cool. Je veux raviver des sensations liées à mon adolescence ».

### Identité visuelle

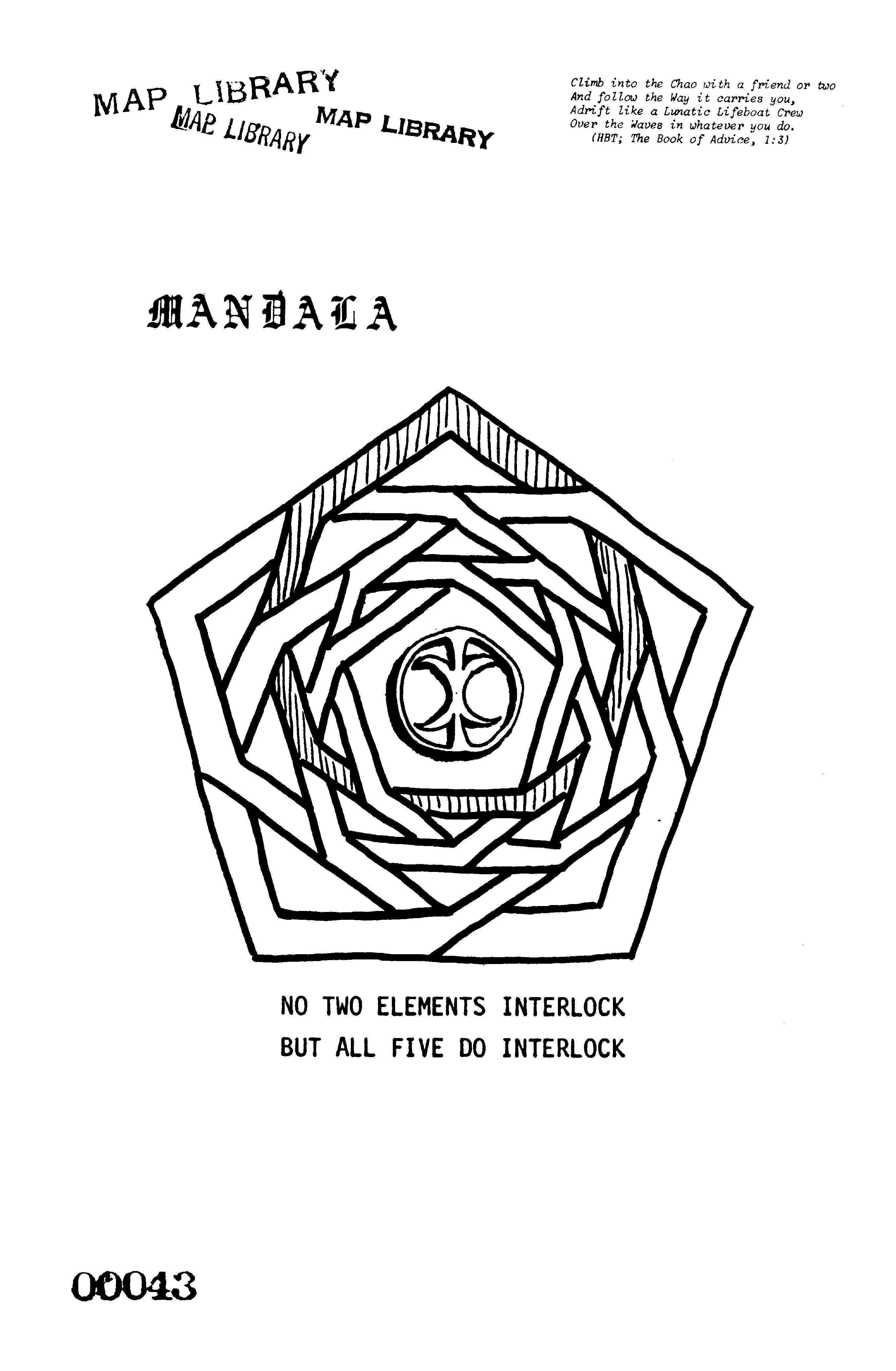
Le logo de l'artiste semble inspiré par ce pentagone tiré du livre Principia Discordia.

Toutes ces influences musicales et cinématographiques affectent considérablement l'identité visuelle de l'artiste. En effet celui-ci travail depuis plus d'une dizaine d'années avec le duo de graphiste français Førtifem (Adrien Havet et Jesse Daubertes) ayant la particularité d'avoir un style empruntant à la gravure, au tatouage et à l'imagerie metal. Le duo ayant réalisé pour Carpenter Brut les pochettes de Trilogy, Leather Teeth, Leather Terror, ainsi que la quasi-totalité des flyers, affiches de concert, tee-shirt et des produits dérivés issus du merchandising de l'artiste.

De plus, Førtifem est également à l'origine du logo de l'artiste. Le logo représente une rose enfermée dans un pentagone que le duo a conceptualisé après que Carpenter Brut ai demandé à Førtifem de créer un symbole qui pourrait mélanger le sexe et Satan. Ce logo est surnommé « Brutagram » par les fans de l'artiste.

Un rendu du dessin « mandala » (ou lien théorique des nœuds) trouvé à la page 00043 des Principia Discordia. Il est constitué de cinq nonagones irréguliers entrelacés, insérés dans un pentagone régulier convexe global. Deux nonagones ne sont pas directement reliés entre eux, mais trois nonagones adjacents (par exemple, jaune, vert et bleu) sont dans une configuration d'anneaux borroméens.

Sur le plan esthétique, Le Monde parle de « visuels et des vidéos jouant autant sur les codes du metal (cuir, chaînes, objets tranchants...) que des "slashers" ». Tout cela constitue un second degré que l'artiste cultive lorsque celui-ci explique qu'au début de sa carrière il utilisait une « croix inversée sur les pochettes » bien que cela ne soit pas lié à une forme de satanisme mais plutôt en « réaction au fait que le groupe Justice la mettait à l'endroit sur son premier disque. Saint Pierre s'était crucifié sur une croix inversée, parce qu'il ne s'estimait pas digne de Jésus. [...] j'ai fait la même chose, parce que je ne m'estimais pas digne de Justice. Je voulais cultiver ce côté bad boy, "mauvais garçon" de la French touch ». Certain média parle d'un style unique, s'appuyant sur un univers visuel mêlant imagerie satanique et films d'horreur. L'artiste lui-même reconnaissant apprécier l'imagerie occulte.
L'artiste évoque aussi les pochettes des albums de heavy metal du groupe britannique Iron Maiden comme une influence majeure sur un plan esthétique, avec particulièrement le travail du graphiste Derek Riggs sur la mascotte du groupe Eddie the Head.
Concernant ses 3 EP (formant la 1re trilogie), les pochettes sont réciproquement basé sur des montages fait sur des photographies. Carpenter Brut explique qu'il « trouvais ça à la fois cool et pratique de travailler à partir de photos. Il y’a quelque chose qui rapproche la musique à la réalité bien qu’on soit dans de la fiction pure. Cette ambivalence me branchait bien. Et pour le côté pratique, au début, je n’avais pas un rond pour me payer des graphistes donc c’était la solution la plus simple ».
En somme, l'identité visuelle de Carpenter Brut est forte, immédiatement reconnaissable et s'inscrit parfaitement dans le style de la musique qu'il produit.

## Prestation en concert
Concernant le succès de l'artiste à l'internationale, Le Figaro publie en 2019 un article intitulé « Au palmarès des groupes français qui cartonnent à l’étranger, Carpenter Brut détrône Chris » , expliquant que l'artiste a de loin été le groupe français le plus demandé avec 77 concerts à l’international. La même année le magazine mensuel français Trax explique que Carpenter Brut demeure extrêmement demandé aux États-Unis de par sa performance remarquée à Coachella. L'artiste lui-même confirme et explique ce succès à l'étranger et aux États-Unis « Ma musique est instrumentale, il n'y a pas la barrière de la langue [...] Tout mon univers prend sa source aux États-Unis. Et 50% de mes ventes se font là-bas ».
L'artiste base d'ailleurs ses performances live sur celles de Trent Reznor de Nine Inch Nails, déclarant : « Au début, je n'aimais pas jouer en live [...] je voulais juste faire de la musique dans ma chambre. Quand il est devenu clair que les gens voulaient que je joue, j'ai travaillé dur pour mettre en place un vrai spectacle. C'est la même chose que Trent Reznor avec Nine Inch Nails : si je dois jouer en live, il faut que ce soit énorme ».
En 2019, le magazine Kerrang! a classé Carpenter Brut parmi les meilleurs groupes live, parmi une liste de 21 groupes, notant qu'« avec ses claviers, sa réticence à montrer son visage et ses projections vidéos absolument folles [...] l'expérience live de Carpenter Brut ne ressemble à aucun autre spectacle de rock sur Terre. »

## Discographie

### Bande originale
- Participation au film court-métrage RAGE, avec la publication d'un morceau inédit Warzone publié dans une compilation volontairement créé pour soutenir le film. Tous les revenus de cette compilation sont directement affectés à la production de la version intégrale du film[152].
- Participation à la bande originale du jeu Hotline Miami 2: Wrong Number[153] (avec les morceaux : Le Perv, Escape From Midwich Valley, Roller Mobster)
  - Participation à la bande originale du jeu Hotline Miami 2: Wrong Number - Digital Special Edition (avec les morceaux : M|O|O|N - Dust (Carpenter Brut Remix) et Scattle - Remorse (Carpenter Brut Remix))[154]
- Participation à la bande originale du jeu The Crew d'Ubisoft[153] (avec le morceau Le Perv)[155]
- Participation à la bande originale du jeu Furi, du studio The Game Bakers[156] (avec les morceaux inédits : Time to Wake Up, Enraged, What We Fight for et You're Mine)[35]
- Bande originale du jeu Hacknet, développé par Team Fractal Alligator[157] (avec le morceau Roller Mobster)[158]
- Participation à la bande originale du documentaire The Rise Of The Synths[159] (avec le morceau inédit Night Stalker)[160]
- Bande originale du film Blood Machines de Seth Ickerman en 2020[161].

### Remixes
- Scanners - Control (Carpenter Brut Remix) (2013)[162]
- Le Couleur - Vacances de 87 (Carpenter Brut Remix) (2013)[163]
- Scattle - Remorse (Carpenter Brut Remix) (2014)[164]
- GUNSHIP - Tech Noir (Carpenter Brut Remix) (2015)[165]
- M|O|O|N - Dust (Carpenter Brut Remix) (2015)[164]
- Ghost - Dance Macabre (Carpenter Brut Remix) (2018)[166]
- League of Legends - Phoenix (Carpenter Brut Remix) (2019)[167]
- Ulver - Machine Guns and Peacock Feathers (Carpenter Brut Remix) (2021)[168]

### Singles
- New York Duke (paru le 23 janvier 2012) - (morceau uniquement disponible sur Soundcloud)[169]
- Chew Bubblegum... (paru le 3 novembre 2014) - (morceau en exclusivité pour les abonnés Bandcamp)[170]. Le même morceau mais intitulé Chew BubbleGum And Kick Ass... était déjà paru le 16 juillet 2013 mais uniquement disponible sur Soundcloud[171], ce morceau étant lui-même une version différente d'un morceau nommé Chew Bubblegum And Kick Ass (feat. Jonah Matranga) paru en novembre 2012[172].
- The Good Old Call (paru le 3 novembre 2014) - (morceau en exclusivité pour les abonnés bandcamp)[173]. Le même morceau mais intitulé The Good Old Call (feat. Franky Cadillac) était déjà paru le 13 juin 2013 mais uniquement disponible sur Soundcloud[174].
- Mandarin Claws (paru le 3 novembre 2014) - (morceau en exclusivité pour les abonnés bandcamp)[175]
- Hush Sally, Hush! (paru le 18 février 2019) - (morceau en exclusivité pour les abonnés bandcamp)[176]
- Maniac (feat. Yann Ligner) (paru le 14 mai 2020)[177]
- Fab Tool (feat. David Eugene Edwards) (paru le 27 novembre 2020)[178]
- Imaginary Fire (feat. Greg Puciato) (paru le 28 janvier 2022)[179]
- The Widow Maker (feat. GUNSHIP) (paru le 18 mars 2022)[180]
- Eyes Without A Face  (feat. Kristoffer Rygg) (From The “American Psycho” Comic Series Soundtrack) (paru le 24 juillet 2024)[181]
- Death Racer (The Crew Motorfest Official Soundtrack) (paru le 1er novembre 2024)[182]

### Autres collaborations
- Perturbator - Complete Domination (Feat. Carpenter Brut) (2014)[26]
- Sierra - Power (Feat. Carpenter Brut) (paru le 25 août 2023)[183]
- Gunship - DooM Dance (feat. Gavin Rossdale, Carpenter Brut) (paru le 12 septembre 2023)[184]

## Filmographie
- 2014 : Le morceau Le Perv apparaît dans le film d'horreur The Editor, réalisé par Adam Brooks et Matthew Kennedy.
- 2016 : Ce même morceau est aussi utilisé dans le film Night Fare, de Julien Seri.

## Exploitation commerciale

### Télévision (Publicité)
- 2015–2016 : Le morceau Le Perv est utilisé dans une publicité pour AdopteUnMec[185].

### Autres
- Les titres Turbo Killer et 347 Midnight Demons sont utilisés dans des trailers du jeu Wolfenstein Youngblood, publié en 2019[186],[187].
- Le morceau Turbo Killer est utilisé dans une vidéo de présentation de la collection de mode Balmain Resort 2022[188].

### Samples
- 2012 : 
  - Le morceau Escape From Midwich Valley utilise un sample[189] : 
    - De Songe d'une nuit du Sabbat (5e partie de la Symphonie fantastique) d'Hector Berlioz ;
    - Du film Prince des ténèbres de John Carpenter ;
    - Du court-métrage publicitaire musical d'animation américain réalisé en 1938 Boy Meets Dog ! ;

  - Le morceau Wake Up the President utilise un sample d'une phrase de Richard Nixon prononcée lors du premier débat dans le cadre de l'élection présidentielle américaine le 26 septembre 1960 l'opposant à John F. Kennedy[190].
- 2013 : Le morceau Sexkiller on the Loose utilise un sample du morceau Sharp Dressed Man du groupe de rock ZZ Top[191].
- 2020 : Le morceau Grand Final issu de Blood Machines OST reprend la mélodie du morceau Turbo Killer de Carpenter Brut lui-même.